# Astyanax pelegrini
Astyanax pelegrini és una espècie de peix de la família dels caràcids i de l'ordre dels caraciformes.
Viu a àrees de clima tropical.
Es troba a Sud-amèrica: Paraguai i l'Argentina.